# Fokker M.10
Il Fokker M.10 era un aereo monomotore, biplano e biposto, sviluppato dall'allora tedesco imperiale Fokker-Flugzeugwerke negli anni dieci del XX secolo.
Utilizzato durante la prima guerra mondiale dalla k.u.k. Luftfahrtruppen, l'aeronautica militare dell'Impero austro-ungarico, nei ruoli di aereo da ricognizione, da osservazione e da addestramento, venne identificato in quell'ambito con la designazione militare Fokker B.I, secondo alcune fonti già assegnata ai precedenti Fokker M.7, o B.II in base alla diversa struttura alare delle due versioni, rispettivamente la M.10E e la M.10Z.

## Storia del progetto
Con lo scoppio della Prima guerra mondiale, la Fokker avviò una serie di progetti relativi a modelli che potessero rispondere alle esigenze della nuova realtà nel panorama dell'utilizzo militare dell'arma aerea, i velivoli più pesanti dell'aria.
Per soddisfare una richiesta proveniente dall'Imperial regio Esercito austro-ungarico, che faceva seguito ad un primo ordine per 40 velivoli emesso nel 1914 e che era in corso di evasione con un primo lotto di 12 Fokker M.7, Martin Kreutzer, basandosi sul Fokker M.7, ne elaborò uno sviluppo migliorativo. Il nuovo modello, identificato dall'azienda come M.10, risultava molto simile al precedente se non per una soluzione tecnica nella velatura proposta con una soluzione simile a quella adottata dall'M.7 e con una diversa che introduceva una doppia coppia di montanti interalari per lato.
Oltre all'ordine originale, dopo che il primo esemplare di M.7 venne consegnato tra il gennaio ed il febbraio 1915 ottenendo la designazione B.I, ne venne emesso un secondo per dodici M.10, nuovamente sottoscritto mentre lo stesso era ancora in fase di sviluppo. Alla fine fu oggetto di un terzo ed ultimo ordine emesso nel 1915 che comprendeva, oltre a una dozzina di M.10, altri quattro M.7.

## Tecnica
L'M.7 era un velivolo di costruzione interamente lignea che riproponeva l'impostazione più utilizzata in quel periodo, monomotore in configurazione traente, biposto a velatura biplana e carrello fisso.
La fusoliera, di sezione rettangolare, era dotata di una coppia di abitacoli aperti in tandem, l'anteriore destinato all'osservatore o, nel ruolo di aereo da addestramento, all'istruttore, ed il posteriore all'allievo pilota. Posteriormente terminava in un impennaggio classico monoderiva di forma circolare e dotato di piani orizzontali controventati.
La configurazione alare, benché ne siano state realizzate due versioni con soluzioni tecniche differenti nella velatura, era biplana, caratterizzata da un sensibile scalamento positivo, con le singole ali realizzate con struttura in legno ricoperta da tela verniciata. Nella versione M.10E, da Einstielig(er) (in lingua tedesca, "monostelo"), i due piani alari erano collegati da una singola coppia di montanti interalari per lato che proseguivano al di sopra dell'ala superiore creando un'ulteriore struttura di rinforzo, nella versione M.10Z, da Zweistielig(er) ("doppio stelo"), le coppie erano due per lato senza alcuna struttura superiore. Come da consuetudine per l'epoca tutta la struttura alare era rinforzata da tiranti in cavetto in acciaio. Entrambi i piani alari erano privi di alettoni e le manovre di volo avvenivano tramite svergolamento alare.
Il carrello d'atterraggio era un biciclo fisso dal disegno, per l'epoca, evoluto, caratterizzato dalla struttura tubolare deformabile che, flettendosi verso l'esterno, assicurava una certa elasticità e proprietà di assorbimento delle asperità del terreno. Dotato di ruote di grande diametro montate su cerchioni a raggi, che anch'esse contribuivano all'elasticità complessiva dell'apparato, era integrato posteriormente da un pattino d'appoggio posizionato sotto la coda.
La propulsione era affidata ad un motore Oberursel U.0, un motore rotativo a pistoni a 7 cilindri raffreddato ad aria in grado di erogare una potenza pari a 80 PS (59 kW), montato all'estremità anteriore della fusoliera ed abbinato ad un'elica bipala in legno a passo fisso.
Come per i primi esemplari adottati dalle aeronautiche militari del periodo, l'M.10 non era dotato di alcun armamento.

## Varianti
M.10E
versione con velatura con una singola coppia di montanti interalari per lato, designazione assegnata dall'Impero austro-ungarico: B.I.
M.10Z
versione con velatura con una doppia coppia di montanti interalari per lato, designazione assegnata dall'Impero austro-ungarico: B.II.

## Utilizzatori
Austria-Ungheria
- k.u.k. Kriegsmarine

 Germania
- Luftstreitkräfte
- Kaiserliche Marine